# Constantin Christian Dedekind
Constantin Christian Dedekind (Reinsdorf, 2 april 1628 - Dresden, 2 september 1715) was een Duitse barokcomponist, dichter en zanger. Het grootste deel van zijn leven woonde en werkte hij in Dresden.

## Levensloop
De ouders van Constantin Dedekind waren de dominee Stephan Dedekind (1595-1636) en zijn vrouw Rebecca. Hij kreeg als kind les aan de abdij van Quedlinburg. Hier ontwikkelde hij interesse in het schrijven van gedichten, onder andere dankzij de invloed van abdis Anna Sofia van Hessen. 

### Hofkapel van Dresden
In 1651 verbleef Dedekind in Dresden, waar hij kon samenwerken met Christoph Bernhard en Heinrich Schütz. Van leeftijdgenoot Bernhard kreeg hij ook muziekonderricht. Dedekind werd in 1654 bij de hofkapel aangenomen als zanger (bas). 
In 1663 trouwde hij met Maria Dorothea Weber, de zus van Bernhards vrouw Christina Barbara Weber. Dit was overigens Dedekinds tweede huwelijk: eerder was hij getrouwd met Anna Elisabeth Müller von Berneck, met wie hij een dochter had gekregen. Met Maria Dorothea zou hij nog minstens vijf kinderen krijgen. 
In 1664 overleed de hoforganist Johann Klemm. Dedekind nam diens functie over. Twee jaar later werd hij benoemd tot concertmeester van de hofkapel en als violist bevorderde hij de strijkmuziek aan het hof. 
Met Heinrich Schütz had Dedekind een goede band. Van deze bekende componist had hij complimenten gekregen over zijn composities. Dedekind schreef in 1670 twee gedichten voor Schütz toen diens grafmonument in dat jaar gereed kwam. Hij mocht tevens de laatste grote compositie van Schütz uit 1671 instrumenteren. Toen Schütz in 1672 overleed, leidde Dedekind de treurmuziek tijdens de uitvaartdienst. 
De hofkapel van Dresden bereikte intussen een hoog niveau, maar de sfeer was allesbehalve goed: de heftige concurrentie tussen de Italiaanse en Duitse violisten zorgde voor veel conflicten en dat had zijn weerslag op Dedekind. Hij besloot dan ook om in 1675 zijn functie neer te leggen. Financieel kon hij zich dit permitteren, omdat hij als belastinginner in Meissen en in het Ertsgebergte voldoende geld had vergaard. 

### Dichter
Een carrière als muziekuitgever kwam niet van de grond. Dedekind richtte zich nu vooral op het schrijven van poëzie. Hij was al sinds begin jaren 60 lid van de Elbschwanenorden, een gezelschap voor dichtkunst. Hij gebruikte voor zijn poëzie het pseudoniem Concord (vaak gespeld als 'Con Con D' of 'Con Cor Den'). De bekende dichter Johann Ris gaf hem in 1665 de eretitel Poeta laureatus Caesarius. 
In 1680 ontvluchtte Dedekind de stad Dresden vanwege het uitbreken van de pest. Hij vestigde zich in Meissen, waar hij opnieuw muziek ging schrijven. In de laatste jaren van zijn leven liet hij de muziek echter links liggen en concentreerde hij zich op poëzie. 

### Laatste levensjaren
Nadat Christoph Bernhard in 1692 was overleden, nam Dedekind diens wijngoed en taverne 'Zum weißen Hirsch' over. Dit goed nabij Dresden was door Bernhard in 1685 aangekocht en met de taverne uitgebreid.
In 1694 redigeerde Dedekind nog het Dresdener zangboek Geist- und Lehrreiches Kirchen- und Hausbuch, dat gebruikt werd aan het hof. 

## Werken

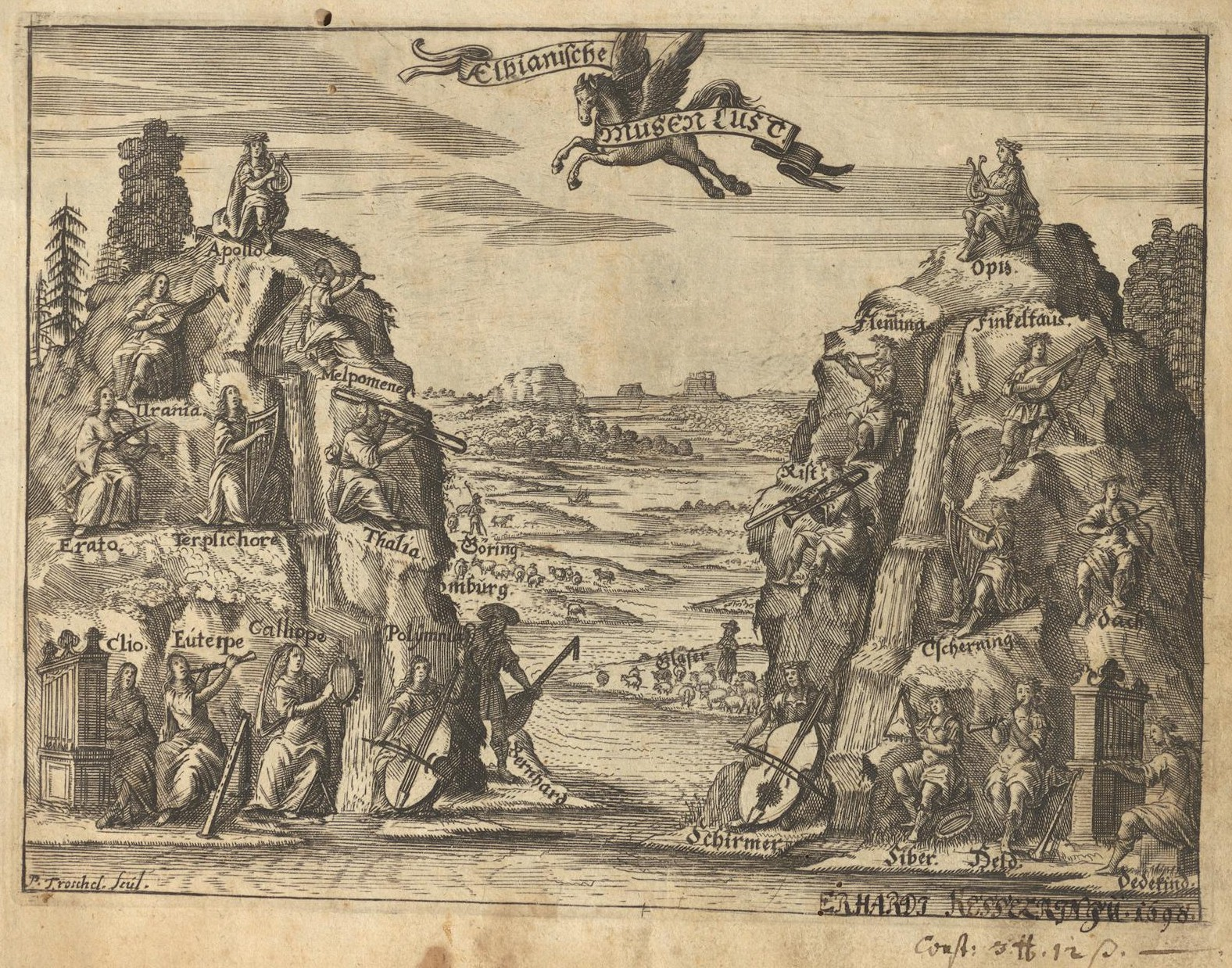
Aelbianische Musen-Lust

Dedekind staat vooral bekend om de muziekbundel Aelbianische Musen-Lust (1657) met 146 liederen, zowel religieus als profaan. De teksten zijn afkomstig van onder andere Johann Rist, Simon Dach, David Schirmer en Dedekind zelf. Ook zijn zwager Christoph Bernhard heeft twee liederen aangeleverd. 
Dedekinds composities werden positief ontvangen. Hij bleef echter wel in de schaduw van Schütz staan. Tevens miste hij de aansluiting met de destijds populaire Italiaanse muziekstijl. 
Een selectie van zijn composities: 
- Melodien zu Bußgesängen von Joh. Frentzel (Leipzig, 1655)
- Aelbianische Musen-Lust (Dresden, 1657)
- Geistliche Concerte (Dresden, 1672)
- Musicalischer Jahrgang und Vespergesang (Dresden, 1673/1674), 120 concerto's voor zang met begeleiding

Naast muziek was Dedekind uitermate productief als schrijver van gedichten, liedteksten en religieuze toneelstukken. In 1670 verscheen in Dresden Neue geistliche Schauspiele, bequemt zur Musik en in 1681 Altes und Neues in geistlichen Singspielen. Verder vertaalde hij werk van Joost van den Vondel.